# 市川甘斎
市川 甘斎（いちかわ かんさい、生没年不詳）とは、明治時代の浮世絵師。

## 来歴
卍楼北鵞の門人。東京の人、名は来次郎。作画期は明治で錦絵などを残している。

## 作品
- 『葛飾真草画譜』　※明治23年（1890年）刊行
- 「鹿児嶋戦記　佐土原落城ノ図」　大判錦絵3枚続